# Coordenadas fraccionarias
En cristalografía, se denomina sistema de coordenadas fraccionarias a un sistema de coordenadas en el que los vectores base utilizados para describir el espacio son los vectores de red de una estructura cristalina periódica. El origen y la base de la red definen una celda unidad, un paralelotopo —como se conoce a la generalización de un paralelogramo (2D) o un paralelepípedo (3D) en dimensiones superiores—  definido por los vectores base {\displaystyle \mathbf {a} _{1},\mathbf {a} _{2},\dots ,\mathbf {a} _{d}}, donde {\displaystyle d} es la dimensión del espacio. Estos vectores base se describen mediante parámetros de red o constantes de red, que consisten en las longitudes de los vectores base {\displaystyle a_{1},a_{2},\dots ,a_{d}} y los ángulos entre ellos {\displaystyle \alpha _{1},\alpha _{2},\dots ,\alpha _{\frac {d(d-1)}{2}}} .
En cristalografía, los vectores base {\displaystyle \mathbf {a} _{1},\mathbf {a} _{2},\mathbf {a} _{3}} se denominan comúnmente {\displaystyle \mathbf {a} ,\mathbf {b} ,\mathbf {c} } de longitudes {\displaystyle a,b,c} y separados por los ángulos {\displaystyle \alpha ,\beta ,\gamma } respectivamente.

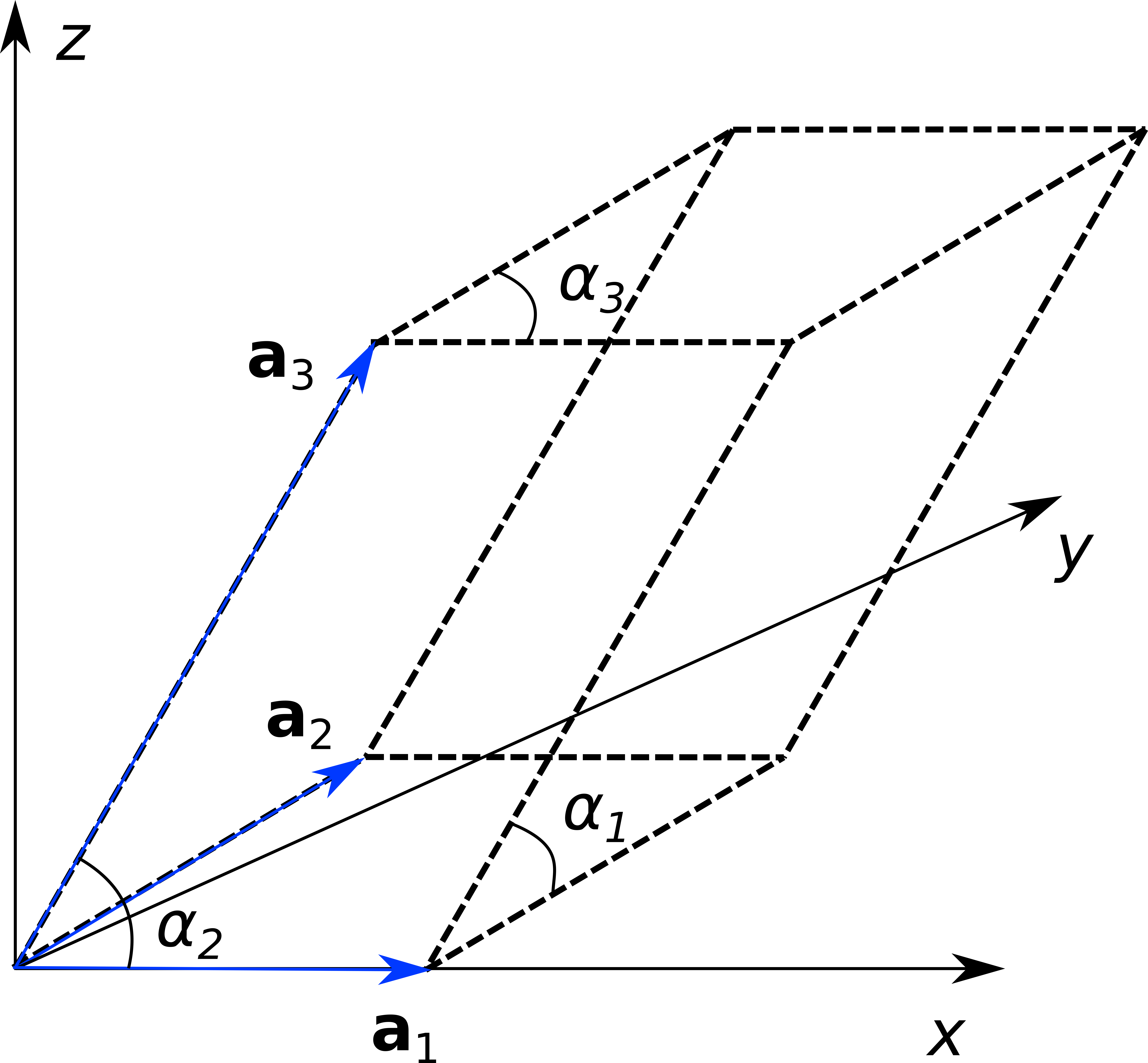
Una celda unitaria en 3 dimensiones (trazada en líneas discontinuas) definida por los tres vectores de base de red,, y dentro de un sistema de coordenadas cartesianas.

## Estructura cristalina
Una estructura cristalina se define como la distribución espacial de los átomos dentro de un cristal. Generalmente se idealiza como una red infinita (red de Bravais) definida por una matriz periódica tridimensional. El desplazamiento geométrico de una estructura cristalina coincidente consigo misma se denomina traslación de simetría. El vector relacionado con este desplazamiento se llama vector de traslación {\displaystyle \mathbf {t} }. Dado que el cristal es periódico, todas las combinaciones lineales enteras de vectores de traslación también son vectores de traslación:
{\displaystyle \mathbf {t} =c_{1}\mathbf {t} _{1}+c_{2}\mathbf {t} _{2}{\text{ donde }}c_{1},c_{2}\in \mathbb {Z} }

## Red
La red vectorial {\displaystyle \mathbf {T} } se define como el conjunto infinito de todos los vectores de traslación en una estructura cristalina. Los vectores pertenecientes a la red vectorial se denominan vectores de red. A partir de la red vectorial es posible construir una red de puntos escogiendo un origen {\displaystyle X_{0}} con vector de posición {\displaystyle \mathbf {x} _{0}}; los puntos finales {\displaystyle X_{i}} de cada uno de los vectores {\displaystyle \mathbf {x} _{i}=\mathbf {x} _{0}+\mathbf {t} _{i}} forman la red de puntos de {\displaystyle X_{0}} y {\displaystyle \mathbf {T} }. Cada punto en una red de puntos tiene periodicidad, es decir, es idéntico y tiene el mismo entorno que todos los demás puntos de la red.
Existe un número infinito de redes de punto para una red vectorial dada, puesto que cualquier origen arbitrario {\displaystyle X_{0}} se puede elegir y emparejar con los vectores de red de la red vectorial. Los puntos que coinciden entre sí mediante una traslación se denominan equivalentes de traslación.

## Sistemas de coordenadas

### Sistemas de coordenadas generales
Para describir un espacio geométricamente se utiliza por lo general un sistema de coordenadas que consiste en una elección de origen y una base de {\displaystyle d} vectores de base no coplanares linealmente independientes {\displaystyle \mathbf {a} _{1},\mathbf {a} _{2},\dots ,\mathbf {a} _{d}}, donde {\displaystyle d} es la dimensión del espacio. Con referencia a este sistema de coordenadas, cada punto en el espacio se puede especificar por {\displaystyle d} coordenadas. El origen tiene coordenadas {\displaystyle (0,0,\dots ,0)} y un punto arbitrario tiene coordenadas {\displaystyle (x_{1},x_{2},...,x_{d})} . El vector de posición {\displaystyle {\vec {OP}}} es entonces:
{\displaystyle {\vec {OP}}=\mathbf {x} =\sum _{i=1}^{d}x_{i}\mathbf {a} _{i}}
En {\displaystyle d} dimensiones, las longitudes de los vectores base se denotan {\displaystyle a_{1},a_{2},\dots ,a_{d}} y los ángulos entre ellos {\displaystyle \alpha _{1},\alpha _{2},\dots ,\alpha _{\frac {d(d-1)}{2}}}. En el caso particular cristales tridimensionales, los vectores base {\displaystyle \mathbf {a} _{1},\mathbf {a} _{2},\mathbf {a} _{3}} se denominan comúnmente {\displaystyle \mathbf {a} ,\mathbf {b} ,\mathbf {c} } con longitudes y ángulos {\displaystyle a,b,c} y {\displaystyle \alpha ,\beta ,\gamma } respectivamente.

### Sistema de coordenadas cartesianas
El sistema de coordenadas cartesianas, ampliamente utilizado, se caracteriza por tener vectores base ortonormales. Esto significa que:
{\displaystyle a_{1}=|\mathbf {a} _{1}|=a_{2}=|\mathbf {a} _{2}|=\dots =a_{d}=|\mathbf {a} _{d}|=1} y {\displaystyle \alpha _{1}=\alpha _{2}=\dots =\alpha _{\frac {d(d-1)}{2}}=90^{\circ }}
Sin embargo, un sistema de coordenadas cartesianas no es siempre útil para describir objetos con una estructura cristalina o periódica, ya que a menudo no refleja la simetría de la red de la manera más simple.

### Sistema de coordenadas fraccionarias
En cristalografía, se utiliza un sistema de coordenadas fraccionarias para reflejar mejor la simetría de la red subyacente de una estructura cristalina —o cualquier otro patrón que se repite periódicamente en el espacio—. En un sistema de coordenadas fraccionarias, los vectores base del sistema de coordenadas son vectores de red y la base se denomina base cristalográfica (o base de red).
Dada una base, cualquier vector de red {\displaystyle \mathbf {t} } se puede representar como
{\displaystyle \mathbf {t} =\sum _{i=1}^{d}c_{i}\mathbf {a} _{i}{\text{ donde }}c_{i}\in \mathbb {Q} }
Existe un número infinito de bases en una red cristalina. Sin embargo, estas se pueden elegir de tal manera que proporcionen la descripción más simple del patrón de simetría. el volumen A de las Tablas internacionales de cristalografía utiliza estas bases, denominadas bases convencionales para caracterizar los sistemas cristalinos definidos por la red de Bravais según su simetría subyacente. Una base  {\displaystyle \mathbf {a} _{1},\mathbf {a} _{2},...,\mathbf {a} _{d}} se denomina «primitiva» si los vectores base son vectores de red y todos los vectores de red {\displaystyle \mathbf {t} } se pueden expresar como:
{\displaystyle \mathbf {t} =\sum _{i=1}^{d}c_{i}\mathbf {a} _{i}{\text{ donde }}c_{i}\in \mathbb {Z} }
La base convencional no es siempre una base primitiva, sino que se elige para maximizar el número de vectores base ortogonales. Esto implica que algunos de los coeficientes de las ecuaciones anteriores sean fraccionarios. Una red en el que la base convencional es primitiva se denomina red primitiva, mientras que una red con una base convencional no primitiva se denomina red centrada.
El origen y la base determinan la celda unitaria o celda unidad, definida como el paralelotopo en el que las coordenadas de todos los puntos cumplen la condición:
{\displaystyle 0\leq x_{1},x_{2},\dots ,x_{d}<1} .
Los puntos externos a la celda unitaria se pueden trasladar a su interior mediante la «estandarización», que consiste en sumar o restar números enteros a las coordenadas de los puntos para garantizar la condición {\displaystyle 0\leq x_{1},x_{2},\dots ,x_{d}<1}. En un sistema de coordenadas fraccionarias, las longitudes de los vectores base {\displaystyle \mathbf {a} _{1},\mathbf {a} _{2},...,\mathbf {a} _{d}} y los ángulos entre ellos {\displaystyle \alpha _{1},\alpha _{2},\dots ,\alpha _{\frac {d(d-1)}{2}}} se denominan parámetros o constantes de red. En dos y tres dimensiones, estos corresponden a las longitudes y ángulos entre los bordes de la celda unitaria.
Las coordenadas fraccionarias de un punto en el espacio {\displaystyle \rho =(\rho _{x_{1}},\rho _{x_{2}},\dots ,\rho _{x_{d}})} en términos de los vectores de base de red se definen como:
{\displaystyle \rho =\rho _{x_{1}}\mathbf {a} _{1}+\rho _{x_{2}}\mathbf {a} _{2}+\dots +\rho _{x_{d}}\mathbf {a} _{d}{\text{ donde }}\rho \in [0,1]}